# Crotalaria natalensis
Crotalaria natalensis är en ärtväxtart som beskrevs av Baker f.. Crotalaria natalensis ingår i släktet sunnhampor, och familjen ärtväxter. Inga underarter finns listade i Catalogue of Life.